# Heckler & Koch HK4
Các khẩu HK4 là loại súng ngắn bỏ túi được giới thiệu bởi Heckler & Koch năm 1967 và là loại súng ngắn đầu tiên được sản xuất bởi công ty này. Việc sản xuất hàng loạt được tiến hành từ năm 1968 và được tiếp tục đến năm 1984. Đã có khoảng 38.000 súng ngắn sản xuất trong thời gian này. Các số hiệu từ 10,001 đến 36,550 đã được phân phối thương mại. Khoảng 12,000 khẩu khác đã được sản xuất cho cảnh sát Đức và các cơ quan chính phủ khác với nòng súng sử dụng loại đạn .32 ACP được gọi là P11 với số hiệu tiếp theo từ 40001 đến 52400.
Người ta cho rằng thiết kế cơ bản của khẩu HK4 dựa trên khẩu Mauser HSc. HK4 được gọi là "4" vì nó có thể sử dụng bốn loại đạn khác nhau. Đều này có nghĩa là khung và thanh trược có khả năng cung cấp ba khả năng bắn loại đạn chính khác nhau tùy thuộc vào loại đạn, với việc chỉ việc thay nòng súng/lò xo đẩy và nạp băng đạn của loại đạn chính thích hợp đã được chọn. Loại đạn thứ tư là.22 Long Rifle (.22LR) ngoài việc thay nòng và băng đạn nó còn yêu cầu phải bộ kẹp và kim điểm hỏa phải chuyển động phù hợp với tính năng hoạt động của loại đạn rimfire. Ba loại đạn chính mà súng ngắn có thể dùng là .25 ACP (6.35x16mmSR); .32 ACP (7.65x17mm Browning SR); .380 ACP (9x17mm Short). Hầu hết các loại súng ngắn sử dụng loại đạn .380 ACP và .32 ACP. Trong một hộp súng được bán có các nòng súng các loại, băng đạn, đinh ốc vít và dụng cụ làm sạch phù hợp với yêu cầu của cả bốn loại đạn.
Đây là súng nạp đạn blowback và sử dụng hai cách bắn. Có nghĩa là phát bắn đầu tiên được bắn có thể bằng việc sử dụng búa đập (loại cò súng phía sau của súng ngắn thường phải kéo ra khi lên đạn) cũng có thể bằng việc bóp cò. Khóa an toàn kết hợp với cơ chế sử dụng cả búa đập và cò súng khiến nó trở nên an toàn cho dù nó có đạn. Búa đập bị chặn bởi khóa an toàn trong chế độ "an toàn" khiến nó không thể chạm tới kim điểm hỏa cho dù có bóp cò. Khi sử dụng các loại đạn chính một điểm đỏ ở trên kẹp hoạt động như thông báo "băng đạn đã được nạp". Tính nằng này vẫn còn ở các khẩu súng ngắn H&K. Khẩu này còn kết hợp thêm một miếng đệm bằng nhựa trong khung. Tuy nhiên các miếng đệm này được được rất lỏng lẻo và có thể rớt ra khi làm vệ sinh vì thế nên phải được thay định kỳ.
Khẩu này có thể được tháo rời bằng việc tháo băng đạn, kéo búa đập ra và đặc chế độ an toàn. Một mũi tên trong vòng bảo vệ cò súng phải được quay xuống và giữ ở đúng vị trí trước khi nòng được kéo về phía trước để tách khỏi khung. Nòng súng hiện tại đã có thể tách ra khỏi thanh trược. Để lắp lại chỉ việc gắn nòng súng trở lại trên thanh trược và đặc trược vào theo các hướng dẫn ghi trên khung. Di chuyển kéo ra phía sau để khớp với thanh trược ở phía sau của khung. Bóp cò để khối trượt trở lại vị trí bình thường.
Để sử dụng loại đạn .22LR tháo rời súng giữ kẹp mở rộng hết cỡ bằng việc đâm một cây kim vào lỗ ở trên kẹp. Khi được mua nó được đính kèm với các dụng cụ vặn ốc cùng với một dây chuyền để làm sạch trong hộp chứa băng đạn bên trong tay cầm. Các dụng cụ vặn ốc được thiết kế để có thể trợ giúp cho việc gắn nòng súng vào khung mà không làm xước khung. Dụng cụ vặn ốc được dùng để tháo các ốc giữ bề mặt kẹp vào đúng vị trí. Mở bề mặt kẹp ra và gắn kim điểm hỏa vào lỗ ở phía trên để phù hợp với hoạt động của loại đạn rimfire. Vặn ốc lại và gắn nòng sử dụng đạn .22LR vào thanh trược. Rút kim ra khỏi kẹp để trở lại vị trí cũ. Nạp băng đạn .22LR để hoàn tất việc chuyển đổi. Trong chế độ sử dụng đạn .22LR kẹp luôn luôn hiển thị dấu đỏ ở phía trên. Tức là kẹp luôn hiển thị "băng đạn đã được nạp" cho dù hộp chứa băng đạn không có băng đạn.